# Partulina porcellana
Partulina porcellana је пуж из реда Stylommatophora и фамилије Achatinellidae. 

## Угроженост
Подаци о распрострањености ове врсте су недовољни.

## Распрострањење
Сједињене Америчке Државе (само Хаваји) су једино познато природно станиште врсте.

## Станиште
Врста Partulina porcellana има станиште на копну.